# Casa de Esteban de Luca

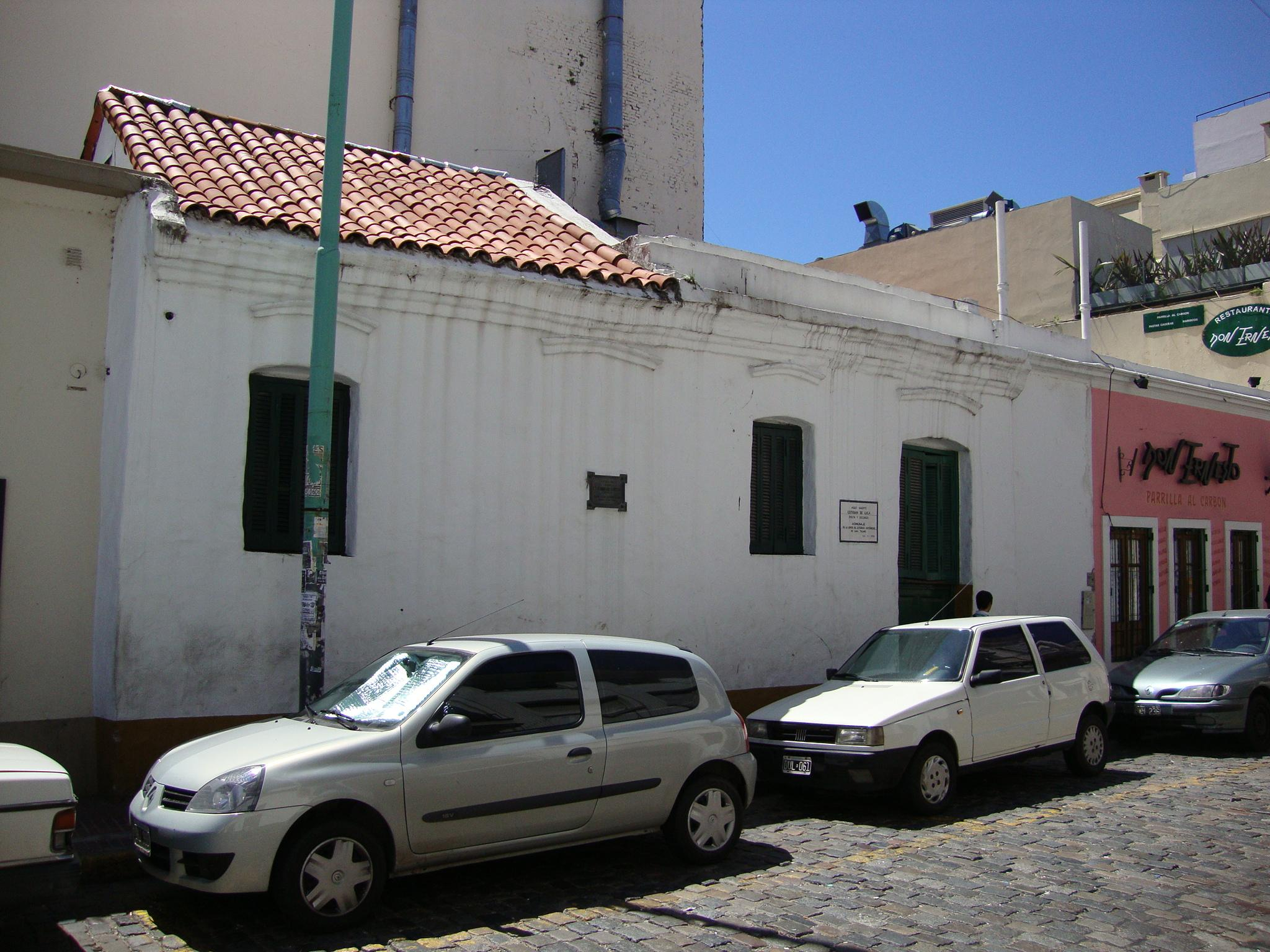
Fachada de la casa.

La casa de Esteban de Luca es una de las viviendas más antiguas en pie de la ciudad de Buenos Aires, Argentina. Se encuentra en la calle Carlos Calvo n.º 383, en el barrio de San Telmo y fue declarada Monumento Histórico Nacional en 1942.
Se la considera construida hacia fines del siglo XVIII, y en la actualidad se conserva su fachada original, aunque los interiores datan de fines del siglo XIX. El patriota, poeta y militar Esteban de Luca habría vivido allí hasta su muerte en 1824. Es uno de los pocos ejemplos que conserva Buenos Aires de clásica vivienda colonial, con una porción de techo de tejas a dos aguas, una puerta angosta, dos ventanas y frente liso sin ornamentaciones. Tenía dos habitaciones y un patio pequeño.
En 1982 funcionaba en el local adyacente hacia la esquina de la calle Defensa una zapatillería, hasta que su dueño decidió transformar el local en un restaurante con ambientación colonial, y recibió el permiso de anexar la casa colonial de Luca con la condición de mantener los interiores sin modificaciones. El local gastronómico se llamó precisamente La casa de Esteban de Luca y funcionó hasta 2008.